# Sainte-Tréphine

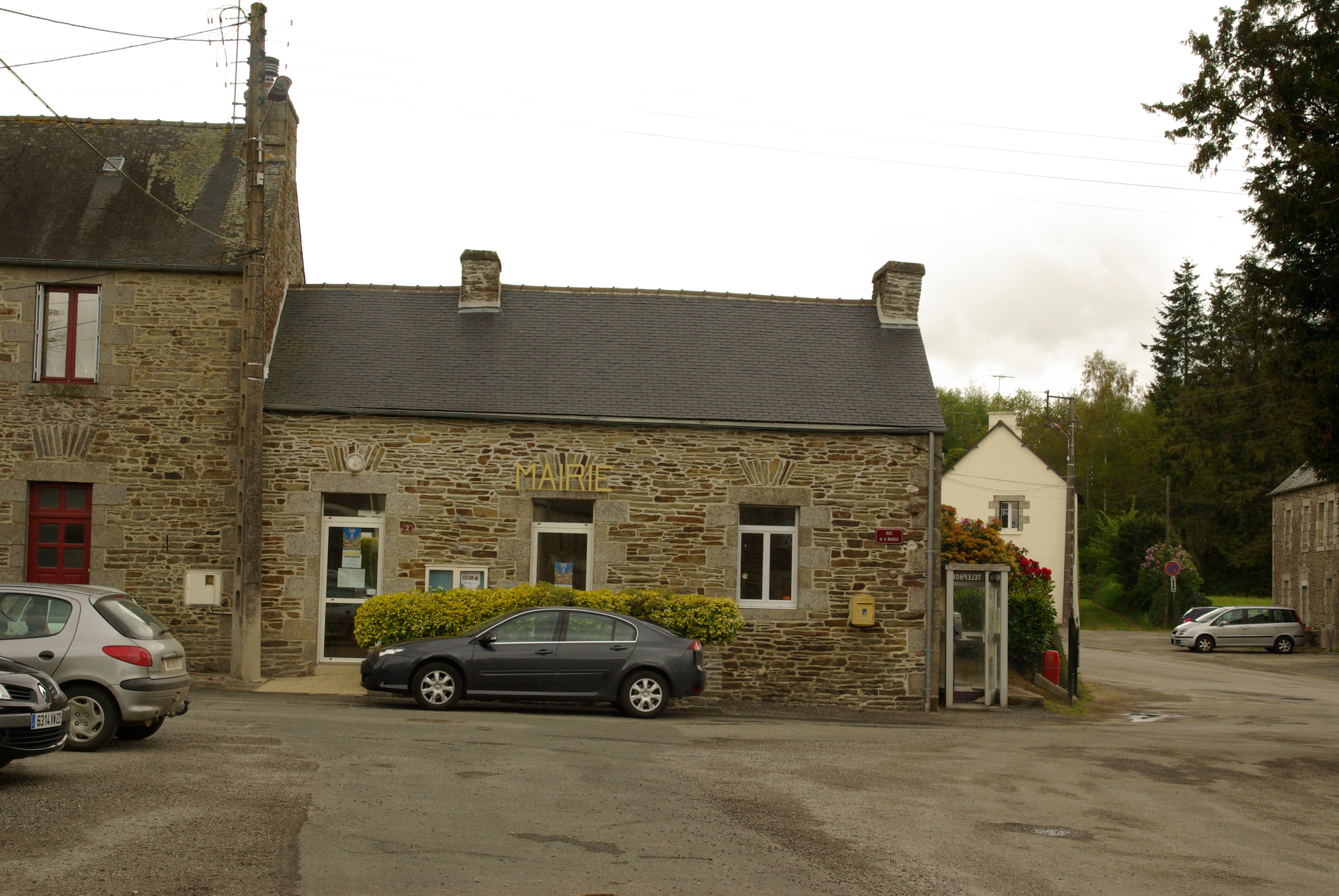
Het gemeentehuis.

Sainte-Tréphine is een gemeente in het Franse departement Côtes-d'Armor (regio Bretagne) en telt 202 inwoners (2005). De plaats maakt deel uit van het arrondissement Guingamp.

## Geografie
De oppervlakte van Sainte-Tréphine bedraagt 12,4 km², de bevolkingsdichtheid is 16,3 inwoners per km².

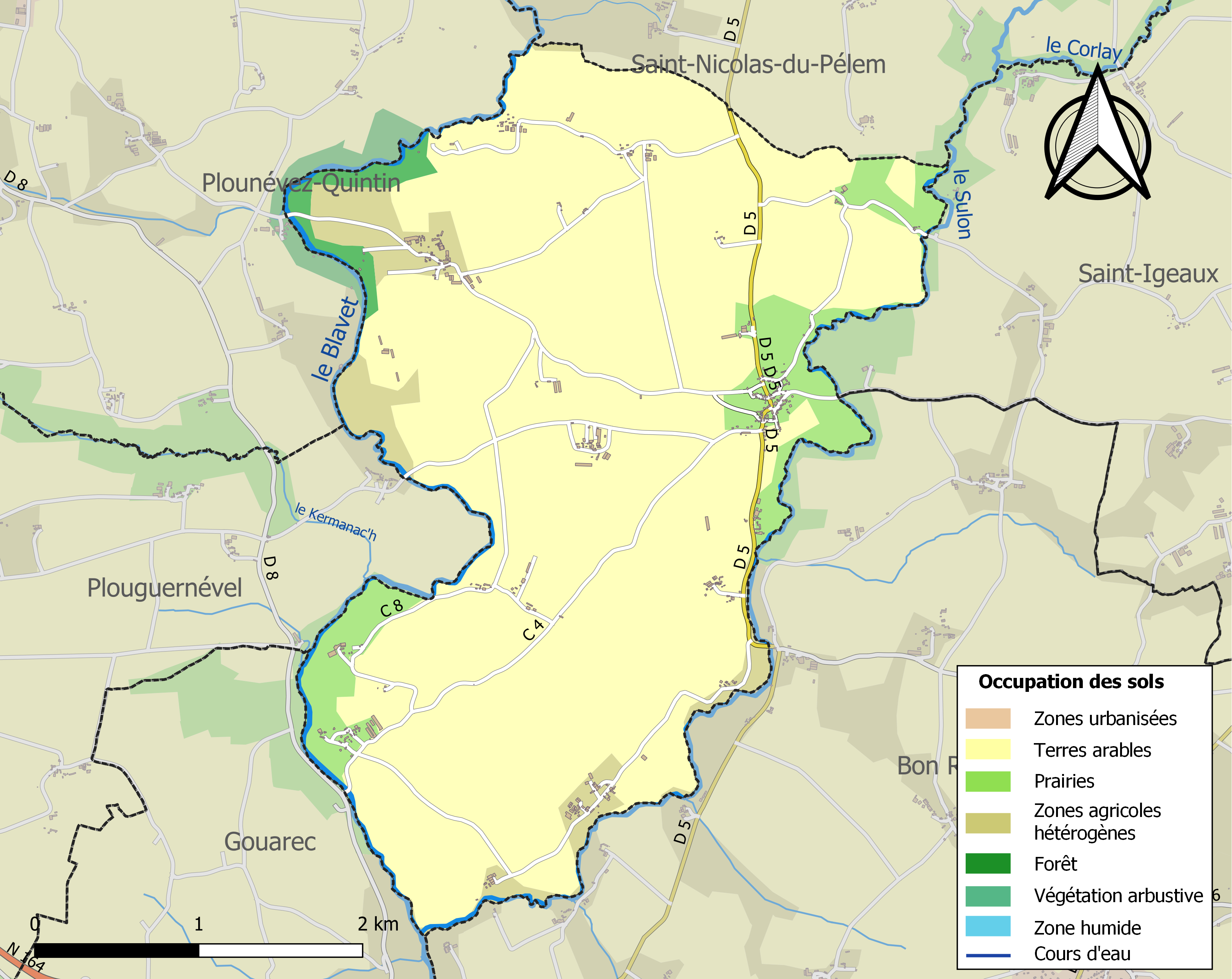
Kaart van de gemeente met de belangrijkste infrastructuur, bodemgebruik en omliggende gemeenten

## Demografie
Onderstaande figuur toont het verloop van het inwonertal (bron: INSEE-tellingen).

## Geboren
- Yann-Fañch Kemener (1957-2019), traditionele zanger en etnomusicoloog

1. ↑  Populations de référence 2022.